# Stefano Bertacco
Stefano Bertacco (Verona, 29 dicembre 1962 – Verona, 14 giugno 2020) è stato un politico italiano, senatore della Repubblica dal 25 settembre 2014 al 14 giugno 2020 per Forza Italia e Fratelli d'Italia.

## Biografia
A lungo impegnato nell'associazione Agaras (Associazione genitori amici e ragazzi) che sostiene la Comunità di San Patrignano, è cresciuto politicamente nel Movimento Sociale Italiano, per poi aderire alla svolta di Fiuggi di Gianfranco Fini che porta alla nascita di Alleanza Nazionale (AN) nel 1995.
Nel 2004 viene nominato Responsabile regionale del settore volontariato di AN.
Nel 2007 diventa assessore ai servizi sociali nella giunta comunale di Verona guidata da Flavio Tosi e vicepresidente provinciale di Alleanza Nazionale, mentre nel 2009, con la confluenza di AN nel Popolo delle Libertà (PdL), diviene coordinatore provinciale vicario.

### Elezione a senatore
Alle elezioni politiche del 2013 viene candidato al Senato della Repubblica, tra le liste del Popolo della Libertà nella circoscrizione Veneto, risultando tuttavia il secondo dei non eletti.
Il 16 novembre 2013, con la sospensione delle attività del Popolo della Libertà, aderisce a Forza Italia.
A maggio 2014 è tra i fondatori dell'associazione Battiti per Verona insieme a Federico Sboarina, Marco Padovani e Daniele Polato.
Il 25 settembre 2014 diventa senatore subentrando a Maria Elisabetta Alberti Casellati, eletta membro laico del Consiglio superiore della magistratura.
Alle elezioni amministrative del 2017 si candida al consiglio comunale di Verona, a sostegno del candidato sindaco di centro-destra Federico Sboarina nella lista civica Sindaco Sboarina (che include Battiti per Verona), risultando eletto consigliere comunale. L'8 luglio successivo viene nominato assessore ai servizi sociali, turismo sociale, lavoro e istruzione nella giunta comunale di Verona guidata da Sboarina.
Il 5 settembre 2017 abbandona Forza Italia e aderisce a Fratelli d'Italia (FdI) di Giorgia Meloni, andando a costituire la componente di FdI nel gruppo misto al Senato e diventando capodelegazione del partito.
Alle elezioni politiche del 2018 viene rieletto senatore nel collegio uninominale di Villafranca di Verona, sostenuto dalla coalizione di centro-destra (in quota FdI).
Nella nuova legislatura viene nominato capogruppo di Fratelli d'Italia al Senato fino al 18 luglio 2018, quando gli succede Luca Ciriani. 
Il 14 giugno 2020 muore dopo una lunga malattia all’ospedale di Borgo Trento
Il sindaco di Verona Federico Sboarina decretò di allestire la camera ardente per Bertacco a palazzo Barbieri il 16 giugno, e proclamò il lutto cittadino per il 17 giugno, in occasione dei funerali, che si svolsero nella basilica di San Zeno.